# Governatorato di Amara
L'Amara era un governo dell'Africa Orientale Italiana istituito il 1º giugno 1936. Nel 1938 parte del territorio venne staccato e annesso al nuovo governo dello Scioa. Era uno dei 4 governi dell'Africa Orientale Italiana che costituivano l'Impero italiano d'Etiopia.

## Commissariati
Alla sua istituzione comprendeva i commissariati di Beghemeder, di Debre Berhan, del Goggiam Orientale, di Gondar, di Semien, dell'Uollo Jeggiu, dell'Uag Lasta, del Goggiam Occidentale.

## Simboli
Lo stemma era stato concesso con regio decreto del 18 aprile 1938.

## Governatori
- Alessandro Pirzio Biroli (dal 1º giugno 1936 al 15 dicembre 1937)
- Ottorino Mezzetti (dal 15 dicembre 1937 al 1º gennaio 1939)
- Luigi Frusci (dal 1º gennaio 1939 al 19 maggio 1941)
- Guglielmo Nasi (dal 19 maggio 1941 al 27 novembre 1941)